# اکلیل

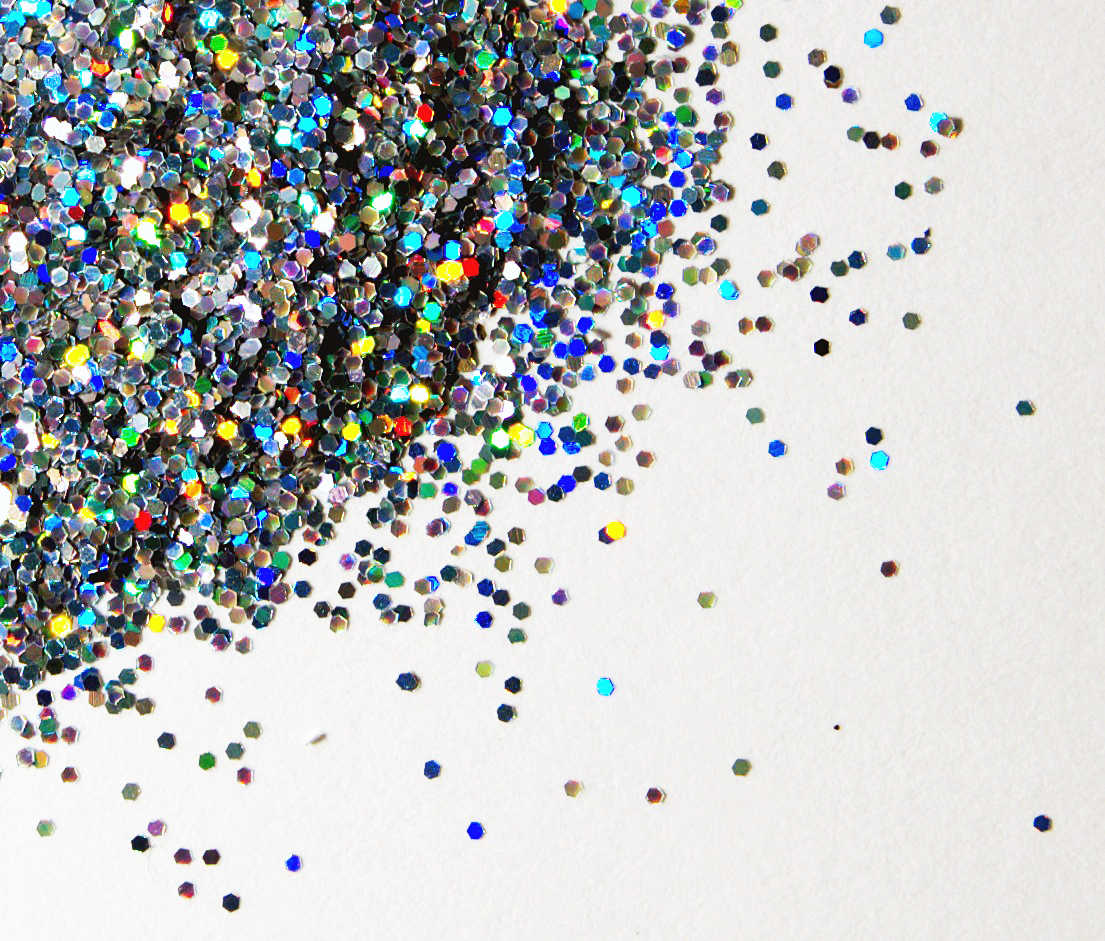
عکسی از اکلیل

اکلیل (انگلیسی: Glitter) توصیف‌کنندهٔ گروهی از ذرات کوچک، رنگارنگ، و براق است که در انواع اشکال وجود دارد. اکلیل منعکس کننده نور در زوایای مختلف است که باعث براق شدن سطح آن می‌شود. از زمان‌های ماقبل تاریخ، اکلیل ساخته شده و به منظور تزیین مورد استفاده قرار می‌گرفته‌است و از بسیاری از مواد مختلف از جمله سنگ‌هایی مانند مالاکیتها گلیناها و میکاها و همچنین حشرات و شیشه تهیه می‌شده‌است. امروزه اکلیل معمولاً از پلاستیک ساخته می‌شود و معمولاً قابل بازیافت نیست، ازین رو برخی دانشمندان پیشنهاد کرده‌اند که تولید اکلیل پلاستیکی محدود شود.